# Johnny Blaze
Johnny Blaze (alter ego Ghost Rider) – fikcyjna postać znana z różnych serii komiksowych o Ghost Riderze. To właśnie Blaze jest Ghost Riderem – tytułowym bohaterem komiksu. Seria komiksowa o jego przygodach była wydawana w latach 1973–1983.

## Życiorys
Johnny Blaze urodził się w Australii. Jego matka zmarła zaraz po porodzie. W wieku 17 lat Johnny wraz ze swoim ojcem Bartonem Blazem pracował jako motocyklista-kaskader. Był też w związku z Roxanne Simpson. Radości nie było końca. Do czasu gdy Johnny się dowiedział, że Roxanne wyprowadza się. Ponieważ Johnny i Roxanne byli ze sobą bardzo związani Johnny wpadł na pomysł żeby uciec wraz z nią. Mimo jej zgody, wiadomość o chorobie Bartona – nowotworze, pokrzyżowała im plany. Pewnego wieczora w warsztacie młodego Blaze'a pojawił się upadły anioł o imieniu Mefisto, który obiecał mu że uzdrowi jego ojca pod warunkiem sprzedaży duszy młodzieńca. Johnny się zgodził co poskutkowało uzdrowieniem Bartona. Lecz niebawem upadły anioł zabił ojca Johnny’ego podczas występu ponieważ nie mógł dopuścić aby ten stanął między nimi. Upadły anioł uczynił z Johnny’ego swojego niewolnika każąc mu zapomnieć o rodzinie, o przyjaciołach i o swojej miłości. Blaze nadal myślał o rodzinie i o Roxanne z którą przez podpisanie paktu, nie mógł zbiec.Po kilku latach Johnny nadal pracował jako motocyklista-kaskader. Myślał tylko o swojej karierze. Niebawem okazało się, że Roxanne wróciła. Johnny postanowił zacząć wszystko od nowa i stać się mężczyzną Roxanne. Ta koniec końców się zgodziła. Wydarzenia te zbiegły się z nagłym powrotem Mefista który tym razem kazał Johnny'emu znaleźć niejakiego Blackhearta (syna Szatana) i zniszczyć go. Johnny nie miał wyboru. Stał się Ghost Rider'em – płonącym szkieletem niszczącym winnych za złe czyny. Po pokonaniu Blackhearta i jego trzech wspólników Gresila, Wallow'a i Abigora, Johnny (jako Ghost Rider) ruszył w świat (bez pozwolenia upadłego anioła) wymierzając karę tym którzy są winni za złe czyny. Upadłemu aniołowi nie bardzo się spodobała ta decyzja więc poprzysiągł Riderowi że któregoś dnia go dopadnie i zapłaci za tę zdradę nawet własnym życiem.

## Filmy
Pierwszy film, w którym pojawił się Johnny Blaze (oczywiście też jako Ghost Rider), to film Ghost Rider z 2007 roku. Nicolas Cage zagrał tytułowego bohatera w pierwszym jak i drugim filmie. Ghost Rider 2 ukazał się w 2012 roku.

## Gry
Johnny Blaze (jako Ghost Rider) pojawił się w grze Ghost Rider i w grze Ghost Rider: Demon Duel. Pierwsza jest dostępna na komputer, druga w internecie.

## Przyjaciele Johnny’ego
- Roxanne Simpson – była dziewczyna Johnny’ego. Choć już nie są parą, nadal się kochają. Dowiedziała się, że Johnny jest Ghost Riderem. Jest reporterką.
- Mack – przyjaciel i menadżer Johnny’ego. Został zabity przez Blackhearta.
- Grabarz – prawdziwe imię: Carter Slade. Kiedyś to on był Ghost Riderem. Obecnie jest grabarzem, sprzymierzeńcem i mentorem Johnny’ego. Mówi na niego „Czaszka”. Wszyscy ludzie oprócz Johnny’ego, Blackhearta, Mefisto, Gresila, Wallowa, Abigora i Roxanne myślą, że nie żyje.

## Wrogowie Johnny’ego
- Szatan – prawdziwe imię: Mefisto, oraz wysłannik Lucyfera. To on dał Johnny'emu moc Ghost Ridera i kazał mu zniszczyć Blackhearta. Choć Johnny wykonał zadanie, musi skończyć inne: zniszczyć upadłego anioła odpowiedzialnego za śmierć jego ojca.
- Blackheart – syn Mefisto. Zamierzał zawładnąć światem za pomocą cyrografu z San Venganza znajdującego się w posiadaniu Grabarza, który ten kiedyś ukradł Mefisto. Ponieważ nie miał on duszy, którą można spalić, mógł zostać zniszczony dopiero po przemianie w potwora o nazwie Legion.
- Legion – potężny diabeł, w którego przemienił się Blackheart. Po przeczytaniu cyrografu Blackheart zdobył dusze, które zamieniły go w Legiona. Został zniszczony przez Ghost Ridera.
- Gresil – wspólnik Blackhearta. Ma moc ziemi. Został zniszczony przez Ghost Ridera.
- Wallow – drugi wspólnik Blackhearta. Ma moc wody. Został zniszczony przez Ghost Ridera.
- Abigor – trzeci wspólnik Blackhearta. Ma moc wiatru. Został zniszczony przez Ghost Ridera.
- Scarecrow – psychopata (dawniej psychiatra) z workiem na głowie. Zamierzał zawładnąć umysłami wszystkich ludzi na świecie i zrobić z nich swoich niewolników. Powstrzymał go Ghost Rider.